# 99905 Джефгросмен
99905 Джефгросмен (99905 Jeffgrossman) — астероїд головного поясу, відкритий 27 серпня 2002 року.
Тіссеранів параметр щодо Юпітера — 3,128.